# EK Большого Пса
EK Большого Пса (лат. EK Canis Majoris) — одиночная переменная звезда в созвездии Большого Пса на расстоянии (вычисленном из значения параллакса) приблизительно 61655 световых лет (около 18904 парсеков) от Солнца. Видимая звёздная величина звезды — от +14,2m до +12,6m.

## Характеристики
EK Большого Пса — пульсирующая полуправильная переменная звезда типа SRB (SRB).